# Devil's Got a New Disguise - The Very Best of Aerosmith
Devil's Got a New Disguise - The Very Best of Aerosmith es un álbum recopilatorio de la banda de hard rock estadounidense Aerosmith lanzado el 17 de octubre de 2006.
El álbum está pensado para satisfacer el contrato de Aerosmith con Sony Music / Columbia Records y para los fanes hasta que la banda lance su decimoquinto álbum en estudio.
El álbum contiene 16 de los mejores temas de Aerosmith desde 1973 hasta 2006 y 2 temas inéditos grabados en mayo de ese año.
El mismo álbum tiene dos versiones diferentes, una para Estados Unidos con el título de Devil's Got a New Disguise y otra para Europa denominada The Very Best Of Aerosmith, cada una de ellas tiene una recopilación de canciones diferente.

## Devil's Got A New Disguise (versión para Estados Unidos)
1. "Dream On" - de Aerosmith - 4:26
2. "Mama Kin" - de Aerosmith - 4:26
3. "Sweet Emotion" - de Toys In The Attic - 4:35
4. "Back In The Saddle" - de Rocks - 4:40
5. "Last Child" - de Rocks - 3:26
6. "Walk This Way" (con Run-D.M.C.) - de Raising Hell (Run-D.M.C. album) - 3:40 [edited]
7. "Dude (Looks Like a Lady)" - de Permanent Vacation - 4:22
8. "Rag Doll" - de Permanent Vacation - 4:25
9. "Love In An Elevator" - de Pump - 5:22
10. "Janie's Got A Gun" - de Pump - 5:30
11. "What It Takes" - de Pump - 4:08 [edited]
12. "Crazy" - from Get A Grip - 4:04 [edited]
13. "Livin' On The Edge" - de Get A Grip - 4:21 [edited]
14. "Cryin'" - de Get A Grip - 5:09
15. "I Don't Want To Miss A Thing" - de Armageddon - 4:28 [pop remix]
16. "Jaded" - de Just Push Play - 3:35
17. "Sedona Sunrise" - 4:18
18. "Devil's Got A New Disguise" - 4:27

## The Very Best of Aerosmith (versión para Europa)
1. "Dude (Looks Like a Lady)" - from "Permanent Vacation" – 4:22
2. "Love In An Elevator" - from "Pump" – 5:22
3. "Livin' On The Edge" - from "Get A Grip" – 5:06 [edited]
4. "Walk This Way (Run-DMC Version)" - from "Raising Hell" – 3:45
5. "Cryin'" - from "Get A Grip" – 5:09
6. "Jaded" - from "Just Push Play" – 3:35
7. "Crazy" - from "Get A Grip" - 4:05 [edited]
8. "Angel" - from "Permanent Vacation" - 5:06
9. "Janie's Got A Gun" - from "Pump" – 5:30
10. "Amazing" - from "Get A Grip" - 5:57
11. "The Other Side" - from "Pump" - 4:07
12. "Dream On" - from "Aerosmith" – 4:26
13. "Sweet Emotion" - from "Toys In The Attic" – 4:35
14. "Falling In Love (Is Hard on the Knees)" - from "Nine Lives"
15. "Pink" - from "Nine Lives"
16. "I Don't Want To Miss A Thing" - from the "Armageddon" banda sonora – 4:28
17. "Sedona Sunrise" – 4:18
18. "Devil's Got a New Disguise" – 4:27

- Datos: Q2322637